# Ibn al-Farid

Ibn al-Farid

‘Umar ibn ’Abi-l-Ḥasan ‘Ali bin al-Muršid bin ‘Ali ; în arabă, عمر بن علي بن الفارض (`Umar ibn `Alī ibn al-Fārid), (1181 - 1235) a fost un poet arab și unul dintre cei mai importanți mistici musulmani. Numele Ibn al-Fāriḍ (ابن الفارض) i se datorează tatălui său care  specialist în drept canonic musulman, fiqh, această știință fiind cunoscută și ca ‘ilm al-faraid iar cel specializat în acest domeniu mai era numit și al-farid.
Din opera sa s-a păstrat un divan poetic de dimensiuni reduse. Este cunoscut mai ales pentru poemul său Al-Khamriyya, Elogiul vinului în care vinul simbolizează cunoașterea lui Dumnezeu la care misticul își dorește să ajungă la capătul parcursului său inițiatic.
A mai scris și Poem cu rima în T ("At-Ta'īya l-kubrā"), de o remarcabilă muzicalitate.